# Arabel
ARABEL (ARAchnologia BELgica) is een Belgische organisatie voor onderzoek aan spinnen.
De organisatie werd in 1976 opgericht op initiatief van Léon Baert die suggereerde om Belgische arachnologen (professioneel en amateur) bij elkaar te brengen. Bij het initiatief waren onderzoekers van de Universiteit Gent en het  KBIN te Brussel betrokken.
In 1986 werd ARABEL een Vereniging zonder winstoogmerk met een formeel statuut, een bestuur en leden. De eerste voorzitter werd Jean Kekenbosch.
De vereniging bracht publicaties uit en organiseerde bijeenkomsten, inventarisaties en excursies. Er kwamen onder meer soortenlijsten van Belgische spinnen, catalogi met verspreidingskaarten. en enkele populariserende werken zoals  'Zin en onzin over spinnen' in 2001 en 'Op spinnensafari' in 2008, beide van Koen Van Keer. 